# Faro di Inner Farne
Il faro di Inner Farne (Inner Farne Lighthouse, in inglese o semplicemente Farne Lighthouse) sulla omonima isola di Inner Farne (o Farne Island) nell'arcipelago delle isole Farne, al largo delle coste del Northumberland, in Inghilterra. Inner Farne è la più grande e la più vicina alla costa, ed il faro segnala proprio la presenza dell'arcipelago che, trovandosi in acqua profonde e vicino alle rotte costiere, costituisce un pericolo per la navigazione.
Il faro era noto anche come  Inner Farne High Light ("luce alta di Inner Farne") per distinguerlo dalla  Low Light ("luce bassa"), un faro più piccolo attivo sull'isola fino al 1911.

## Storia
Nel 1673 sir John Clayton, già incaricato della costruzione di un faro a Portland Bill, costruì una torre alle isole Farne, che avrebbe dovuto fare parte di un ampio schema di segnalamento per la costa orientale dell'Inghilterra. I commercianti di Newcastle si opposero però al pagamento di una tassa per il suo mantenimento ed il faro non venne mai acceso, nemmeno quando nel 1727 venne avanzata una nuova proposta di attivazione da parte di alcuni naviganti locali.
Nel 1776 Trinity House, l'autorità britannica per i fari, raggiunse un accordo con Mr J. Blackett per costruire due fari a spese di quest'ultimo alle isole Farne, uno su Farne Island ed uno sulla estremità meridionale di Staples Island, isola del gruppo delle cosiddette "Farne esterne" (Outer Farnes), che vennero accesi il 1º dicembre 1778.
Il faro di Inner Farne era una luce a carbone situata sulla cima della "Prior Castell tower", torre in muratura costruita intorno al 1500 ed attribuita Thomas Castell, priore di Durham (1494-1519). L'installazione del faro, che funzionò fino al 1811, fu autorizzata da Carlo II.
Il faro di Staple Island era invece una torre in pietra a pianta quadrata, abbattuto da una tempesta nel 1784, venne ricostruito e di nuovo abbattuto da una mareggiata nel 1800. Ricostruito di nuovo sull'isola di Brownsman, appena più a Nord, rimase attivo fino al 1811 quando fu decommissionato.
Nel 1809 entrambi i fari erano molto danneggiati, e Trinity House programmò la loro sostituzione.

### High LighteLow Light
Nel 1811 venne costruito l'attuale faro, una torre circolare bianca alta 13 metri, su progetto di Daniel Alexander; mentre nell'estremità nord-ovest dell'isola venne installato un secondo faro, una piccola torre sormontata da una luce bianca fissa. Questi fari erano noti rispettivamente come Inner Farne High Light e Inner Farne Low Light ("luce alta" e "luce bassa" di Inner Farne).
Nel 1825 Trinity House acquistò il faro, che era ancora di proprietà della famiglia Blackett, per 36,484 sterline; l'anno successivo venne costruito un altro faro sull'isola di Longstone Rock, nel gruppo più esterno delle Farne, tuttora attivo e noto come faro di Longstone. Nel 1911 il faro di Inner Farne venne automatizzato, mentre quello minore (Inner Farne Low Light) venne messo fuori servizio.

Nel 2005 il faro di Inner Farne High è stato acquistato per 132.000 sterline da National Trust, l'organizzazione per la conservazione dei luoghi storici e naturali, la gestione e la manutenzione del segnale luminoso è rimasta però di Trinity House.

## Il faro di Inner Farne
È una torre in mattoni a pianta circolare dipinta di bianco sormontata dalla "lanterna", la struttura vetrata che protegge l'ottica, e dalla "galleria", un ballatoio di servizio.
Adiacente al faro si trova un cottage ad un solo piano, che ospitava i guardiani, tutta la struttura è circondata da un caratteristico muro bianco.
Inizialmente illuminato da una lampada Argand ad olio, nel 1911 fu automatizzato mediante l'installazione di una lampada ad acetilene con valvola solare di Dàlen. Nel 1996 venne installata la luce elettrica, una lampada alogena da 50 Watt, alimentata da pannelli solari. L'ottica è costituita da lenti Fresnel fisse di 1º ordine.
Il faro è ora monitorato e controllato a distanza dal centro operativo di Trinity House ad Harwich.

### Segnale e caratteristica
Il segnale è scintillante, composta da una sequenza di due lampi ogni 15 secondi di colore bianco con una portata di 10 miglia nautiche o rosso (con una portata di 7 miglia) a seconda della direzione da cui lo si osserva. La luce rossa, ottenuta grazie ad una schermatura trasparente colorata, serve a segnalare ai naviganti che si trovano in una zona particolarmente pericolosa. L'intensità del fascio luminoso è di 1070 candele per la luce bianca e  208 candele per la luce rossa.